# Dum Spiro Spero
Dum Spiro Spero – ósmy album japońskiej grupy Dir en grey wydany w 2011. Wydany w wersji CD, Digipak (wersja deluxe, z dwoma bonusowymi piosenkami - Rasetsukoku i Amon (Symphonic Ver.)) i w wersji limitowanej (deluxe Digipak, DVD, dwie płyty gramofonowe). 
Tytuł jest w łacinie. Oznacza on „Póki oddycham, mam nadzieję”.

## Lista utworów

### CD1
1. Kyōkotsu no Nari (狂骨の鳴り) – 1:58
2. The Blossoming Beelzebub – 7:35
3. Different Sense – 5:03
4. Amon – 4:03
5. Yokusō ni Dreambox' Aruiwa Seijuku no Rinen to Tsumetai Ame (「欲巣にDREAMBOX」あるいは成熟の理念と冷たい雨) – 4:49
6. Juuyoku (獣慾) – 3:28
7. Shitataru Mourou (滴る朦朧) – 4:02
8. Lotus – 4:03
9. Diabolos – 9:51
10. Akatsuki (暁) – 3:33
11. Decayed Crow – 3:48
12. Hageshisa to, Kono Mune no Naka de Karamitsuita Shakunetsu no Yami (激しさと、この胸の中で絡み付いた灼熱の闇) – 4:03
13. Vanitas – 5:27
14. Ruten no Tou (流転の塔) – 4:27

### CD2
1. Rasetsukoku (Dum Spiro Spero Ver.) (羅刹国) – 4:41
2. Amon (Symphonic Ver.) – 5:02
3. Ruten no Tou (Unplugged Ver.) (流転の塔 (Unplugged Ver.)) – 4:56
4. Diabolos (Demo 2010, Short Ver.) – 5:01
5. Akatsuki (Demo 2010) (暁 (Demo2010)) – 3:29
6. The Blossoming Beelzebub (Remix) (Remixed by Kaoru) – 6:24
7. 'Yokusō ni Dreambox' Aruiwa Seijuku no Rinen to Tsumetai Ame (Remix) (「欲巣にDREAMBOX」あるいは成熟の理念と冷たい雨 (Remix), remixed by Toshiya) – 5:19
8. Shitataru Mōrō (Remix) (滴る朦朧 (Remix), remixed by Shinya) – 3:47
9. Akatsuki (Remix) (暁 (Remix), remixed by Die) – 4:23
10. Decayed Crow (Remix) (Remixed by Kyo)

### Deluxe Edition DVD (Japonia)
1. Recording & Interview
2. Hageshisa to, Kono Mune no Naka de Karamitsuita Shakunetsu no Yami (激しさと、この胸の中で絡み付いた灼熱の闇) (A Knot only Tour 2011)
3. Lotus (A Knot only Tour2011 The Decomposition of the Moon)
4. Different Sense (A Knot only Tour2011 The Decomposition of the Moon)
5. Juuyoku (A Knot only Tour2011 The Decomposition of the Moon, Kyoto Fanj, 26 maja 2011)
6. Vanitas (In Studio)
7. -Zan- PV (-残- PV)